# Vệ Kiềm Mâu
Vệ Kiềm Mâu (chữ Hán: 衞黔牟; trị vì: 695 TCN-688 TCN), tên thật là Cơ Kiềm Mâu (姬黔牟), là vị vua thứ 17 nước Vệ – một chư hầu nhà Chu trong lịch sử Trung Quốc.
Vệ Kiềm Mâu là con thứ của Vệ Tuyên công – vua thứ 15 nước Vệ và là em của thế tử Cấp Tử - con trưởng của Vệ Tuyên công. Mẹ ông là Di Khương, cũng là mẹ của Cấp Tử. Do sự hãm hại của cha, mẹ kế Tuyên Khương và em Cơ Sóc, Cấp Tử và một người em khác là công tử Thọ bị giết. Cơ Sóc được lập làm thế tử. Năm 700 TCN, Vệ Tuyên công mất, người em con vợ thứ của cha là Cơ Sóc lên nối ngôi, tức là Vệ Huệ công.
Hữu công tử Chức và tả công tử Tiết, hai em của Tuyên công, vốn được Tuyên công giao giúp Cấp Tử và công tử Thọ, đều rất bất bình việc Vệ Huệ công được lập. Tháng 11 năm 697 TCN, công tử Tiết và công tử Chức làm đảo chính, Huệ công phải bỏ chạy sang nước Tề. Công tử Chức và công tử Tiết lập Kiềm Mâu lên ngôi, còn gọi là Công tử Kiềm Mâu hay Vệ Kiềm Mâu. 
Vệ Huệ công xin nước Tề cứu giúp. Tề Tương công bèn gọi các nước Lỗ, Tống, Sái mấy lần cùng Tề mang quân đánh Vệ, nhưng không thắng được.
Năm 688 TCN, Tề Tương công lại tiến vào nước Vệ. Kiềm Mâu sai người cầu cứu nhà Chu. Chu Trang Vương sai Tử Đột đi cứu Vệ. Quân nhà Chu ít và yếu không địch nổi quân Tề. Tử Đột tử trận, Kiềm Mâu bỏ chạy sang nhà Chu. Tề Tương công giết công tử Tiết, công tử Chức.
Tề Tương công lập lại Vệ Huệ công. Vệ Kiềm Mâu làm vua được 8 năm, không rõ kết cục ra sao.